# Heberding
Heberding ist ein Gemeindeteil der Gemeinde Reichertsheim im oberbayerischen Landkreis Mühldorf am Inn.

## Lage
Der Weiler Heberding liegt 1,5 Kilometer nordwestlich von Reichertsheim. Er liegt in der Luftlinie etwa 1300 Meter nordwestlich der Bundesstraße B12 und lässt sich von dieser über zwei jeweils 2 Kilometer lange Straßenverbindungen erreichen.
Der Ort liegt nördlich des Berghamer Bachs, der über den Kagenbach zur Isen entwässert.

## Bevölkerungsentwicklung

Heberding 3

In Heberding gab es 1871 insgesamt 22 Einwohner. Im Mai 1987 lebten dort acht Einwohner in drei Wohngebäuden.
| Jahr      | 1871 | 1925 | 1950 | 1970 | 1987 |
| Einwohner | 22   | 19   | 20   | 12   | 8    |